# 隐团菌纲
隐团菌纲（学名：Cryptomycocolacomycetes）是担子菌门柄锈菌亚门下的一个纲。该纲仅含一个目与一个科，即隐团菌目（学名：Cryptomycocolacales）与隐团菌科（学名：Cryptomycocolacaceae）。其下又包含2个单型属。

## 分类
- 隐团菌纲（Cryptomycocolacomycetes）
  - 隐团菌目（Cryptomycocolacales）
    - 隐团菌科（Cryptomycocolacaceae）
      - Colacosiphon
        - Colacosiphon filiformis

      - 隐团菌属（Cryptomycocolax）
        - Cryptomycocolax abnormis